# 森沙伊德
森沙伊德是德国莱茵兰-普法尔茨州的一个市镇。总面积4.27平方公里，总人口97人，其中男性51人，女性46人（2011年12月31日），人口密度23人/平方公里。